# Stereopalpus vestitus
Stereopalpus vestitus är en skalbaggsart som först beskrevs av Thomas Say 1824.  Stereopalpus vestitus ingår i släktet Stereopalpus och familjen kvickbaggar. Inga underarter finns listade i Catalogue of Life.